# Lingèvres
Lingèvres és un municipi francès situat al departament de Calvados i a la regió de Normandia. L'any 2007 tenia 496 habitants.

## Demografia

### Població
El 2007 la població de fet de Lingèvres era de 496 persones. Hi havia 170 famílies de les quals 28 eren unipersonals (12 homes vivint sols i 16 dones vivint soles), 53 parelles sense fills, 85 parelles amb fills i 4 famílies monoparentals amb fills.
La població ha evolucionat segons el següent gràfic:
Habitants censats

### Habitatges
El 2007 hi havia 196 habitatges, 175 eren l'habitatge principal de la família, 13 eren segones residències i 8 estaven desocupats. 195 eren cases i 1 era un apartament. Dels 175 habitatges principals, 139 estaven ocupats pels seus propietaris i 36 estaven llogats i ocupats pels llogaters; 1 tenia una cambra, 6 en tenien dues, 20 en tenien tres, 48 en tenien quatre i 100 en tenien cinc o més. 127 habitatges disposaven pel capbaix d'una plaça de pàrquing. A 73 habitatges hi havia un automòbil i a 93 n'hi havia dos o més.

### Piràmide de població
La piràmide de població per edats i sexe el 2009 era:
| Homes | Edats   | Dones |
| ----- | ------- | ----- |
| 0     | 95 o +  | 0     |
| 0     | 90 a 94 | 4     |
| 0     | 85 a 89 | 8     |
| 4     | 80 a 84 | 0     |
| 0     | 75 a 79 | 12    |
| 4     | 70 a 74 | 4     |
| 12    | 65 a 69 | 4     |
| 28    | 60 a 64 | 12    |
| 0     | 55 a 59 | 12    |
| 16    | 50 a 54 | 4     |
| 20    | 45 a 49 | 16    |
| 16    | 40 a 44 | 16    |
| 16    | 35 a 39 | 12    |
| 32    | 30 a 34 | 36    |
| 4     | 25 a 29 | 4     |
| 12    | 20 a 24 | 12    |
| 12    | 15 a 19 | 20    |
| 20    | 10 a 14 | 12    |
| 20    | 5 a 9   | 8     |
| 24    | 0 a 4   | 16    |

## Economia
El 2007 la població en edat de treballar era de 299 persones, 248 eren actives i 51 eren inactives. De les 248 persones actives 227 estaven ocupades (119 homes i 108 dones) i 21 estaven aturades (11 homes i 10 dones). De les 51 persones inactives 16 estaven jubilades, 19 estaven estudiant i 16 estaven classificades com a «altres inactius».

### Ingressos
El 2009 a Lingèvres hi havia 175 unitats fiscals que integraven 490 persones, la mediana anual d'ingressos fiscals per persona era de 17.251 €.

### Activitats econòmiques
Dels 21 establiments que hi havia el 2007, 1 era d'una empresa alimentària, 1 d'una empresa de fabricació d'altres productes industrials, 5 d'empreses de construcció, 2 d'empreses de comerç i reparació d'automòbils, 3 d'empreses de transport, 1 d'una empresa d'hostatgeria i restauració, 1 d'una empresa immobiliària, 4 d'empreses de serveis, 1 d'una entitat de l'administració pública i 2 d'empreses classificades com a «altres activitats de serveis».
Dels 7 establiments de servei als particulars que hi havia el 2009, 2 eren fusteries, 1 lampisteria, 1 perruqueria, 1 veterinari, 1 restaurant i 1 saló de bellesa.
L'únic establiment comercial que hi havia el 2009 era una fleca.
L'any 2000 a Lingèvres hi havia 34 explotacions agrícoles que ocupaven un total de 1.600 hectàrees.

## Equipaments sanitaris i escolars
El 2009 hi havia una escola elemental integrada dins d'un grup escolar amb les comunes properes formant una escola dispersa.

## Poblacions més properes
El següent diagrama mostra les poblacions més properes.